# Softimage
Softimage是一个知名的三维绘图软件，主要运行于Windows上，也有Linux的版本。主要用于电脑动画、电影、广告、电视游戏和电脑游戏的图形制作。由Softimage软件公司维护發行。Softimage自1986年创建以来，曾被微软和Avid以高价收购。目前Softimage软件公司隸屬於歐特克公司（Autodesk）。
它的前身為Softimage｜3D，最初总部位于加拿大魁北克的蒙特利尔市。为1986年加拿大国家电影理事会制片人丹尼尔·朗洛斯（Daniel Langlois）创建的。其为致力于一套由艺术家自己开发设计的三维动画系统。其基本内容就是如何在业内创建视觉特效，并产生一批新的视觉效果艺术家和动画师。

## 发展
该系统在全球范围内已经超过12,000多个用户，它们大多是世界上极富灵感和创造力的艺术家。其中包括譬如工业光魔、世嘉、任天堂、索尼等大客户。由该技术产生的著名电影和游戏包括《侏罗纪公园》、《泰坦尼克号》、《黑客帝国》、《黑衣战警》、《星球大战》、《幽灵的威胁》、《克隆人进攻》、《角斗士》《星河舰队》等等。游戏如《超级马里奥64》、《铁拳》、《Virtua Fighter》、《Wave Race》、《NBA Live》等等。其卓越的动画功能是一大亮点，被认为是第三代动画系统的标准。

## 結束
2014年3月5日，官方宣布2015将是Softimage｜XSI的最後一個版本，未来会中止相关開發。